# McPherson megye (Nebraska)
McPherson megye az Amerikai Egyesült Államokban, azon belül Nebraska államban található. Megyeszékhelye és legnagyobb városa Tryon. Lakosainak száma 399 fő (2020. április 1.). McPherson megye Hooker, Thomas, Logan, Lincoln, Keith és Arthur megyékkel határos.

## Népesség
A megye népességének változása:
| Lakosok száma | 538  | 543  | 504  | 526  | 475  | 399  |
|               | 2010 | 2011 | 2012 | 2013 | 2015 | 2020 |